# Großer Preis von Brasilien 1992
Der Große Preis von Brasilien 1992 (offiziell XXI Grande Prêmio do Brasil) fand am 5. April auf dem Autódromo José Carlos Pace in São Paulo statt und war das dritte Rennen der Formel-1-Weltmeisterschaft 1992.

## Berichte

### Hintergrund
Mit insgesamt sechs Rennwagen reiste McLaren zum dritten WM-Lauf des Jahres nach Brasilien. Es handelte sich dabei um drei Exemplare des bis dahin eingesetzten MP4/6B, die allesamt als Ersatzfahrzeuge zur Verfügung standen, sowie drei Exemplare des neuen MP4/7A, der an diesem Wochenende erstmals an einem Grand Prix teilnehmen sollte.
Das Team Andrea Moda Formula war erneut anwesend und schaffte es bis kurz vor Ende der Meldefrist, die beiden Rennwagen des Typs S921 startklar zu machen. Da der als zweiter Fahrer vorgesehene Formel-1-Neuling Perry McCarthy allerdings keine Superlizenz vorweisen konnte, wurde nur einer der beiden Wagen für Roberto Moreno zum Rennwochenende zugelassen.
Mit Ayrton Senna und Nigel Mansell (jeweils einmal) traten zwei ehemalige Sieger zu diesem Grand Prix an. Mansell gewann dabei den Großen Preis von Brasilien als dieser in Rio de Janeiro ausgetragen wurde.

### Training
Durch die Teilnahme Morenos traten an diesem Wochenende erstmals in der laufenden Saison 31 Piloten an, um sich für einen der 26 Startplätze zu qualifizieren. Da nach wie vor nur 30 Fahrzeuge für die regulären Trainingseinheiten zugelassen wurden, musste das aus den Vorjahren bereits bekannte Verfahren der Vorqualifikation am Freitagmorgen durchgeführt werden. Neben Moreno mussten die beiden Larrousse-Piloten Bertrand Gachot und Ukyō Katayama sowie Michele Alboreto für Footwork und Andrea Chiesa für Fondmetal daran teilnehmen. Moreno schied aus, sodass sich für Andrea Moda erneut keine Möglichkeit zur Rennteilnahme ergab.
Mit um fast zwei Sekunden kürzeren Rundenbestzeiten gegenüber den für die zweite Reihe qualifizierten McLaren-Piloten Senna und Gerhard Berger sicherten sich die beiden Williams-Fahrer Mansell und Riccardo Patrese am dritten Rennwochenende des Jahres bereits zum dritten Mal die erste Startreihe. Michael Schumacher und Jean Alesi teilten sich die dritte Reihe vor Martin Brundle und Pierluigi Martini.

### Rennen
Da Bergers Motor nicht rechtzeitig zur Aufwärmrunde gestartet werden konnte, musste der Österreicher aus der Boxengasse starten. Mansell gelang kein guter Start, sodass er sich gegen Schumacher und Senna verteidigen musste, während sein Teamkollege Patrese in Führung ging. Im Verlauf der ersten Runde überholte Senna Schumacher auf der Außenbahn einer Kurve.
Die Dominanz der beiden Williams FW14B zeigte sich darin, dass sich die beiden Piloten vom Rest des Feldes absetzen konnten, obwohl sie sich während der folgenden Runden um die Spitzenposition duellierten. In Runde 13 fand Schumacher erneut einen Weg, um an Senna vorbeizuziehen. Dieser fiel wenig später zudem hinter Alesi und Brundle zurück und schied schließlich in der 17. Runde aufgrund eines Elektronikdefektes aus.
Thierry Boutsen und Johnny Herbert schieden aus, nachdem sie im Kampf um den siebten Rang kollidiert waren. Der zweite Ligier-Pilot Érik Comas musste wenig später wegen eines Getriebeschadens aufgeben.
Mit dem Sieg von Mansell vor Patrese und Schumacher ergab sich dieselbe Podiumsbesetzung wie bereits zwei Wochen zuvor beim Großen Preis von Mexiko. Der dritte Doppelsieg im dritten Rennen bedeutete die maximal bis dahin mögliche Punktezahl sowohl für das Team Williams als auch für Mansell und Patrese. Alesi erreichte das Ziel als Vierter vor seinem Teamkollegen Ivan Capelli. Der Vorqualifikant Alboreto wurde Sechster.

## Meldeliste
| Team                           | Nr. | Fahrer               | Chassis          | Motor                       | Reifen |
| ------------------------------ | --- | -------------------- | ---------------- | --------------------------- | ------ |
| Honda Marlboro McLaren         | 01  | Ayrton Senna         | McLaren MP4/7A   | Honda RA122E 3.5 V12        | G      |
| Honda Marlboro McLaren         | 02  | Gerhard Berger       | McLaren MP4/7A   | Honda RA122E 3.5 V12        | G      |
| Tyrrell Racing Organisation    | 03  | Olivier Grouillard   | Tyrrell 020B     | Ilmor 2175A 3.5 V10         | G      |
| Tyrrell Racing Organisation    | 04  | Andrea de Cesaris    | Tyrrell 020B     | Ilmor 2175A 3.5 V10         | G      |
| Canon Williams Team            | 05  | Nigel Mansell        | Williams FW14B   | Renault RS3C 3.5 V10        | G      |
| Canon Williams Team            | 06  | Riccardo Patrese     | Williams FW14B   | Renault RS3C 3.5 V10        | G      |
| Motor Racing Developments      | 07  | Eric van de Poele    | Brabham BT60B    | Judd GV 3.5 V10             | G      |
| Motor Racing Developments      | 08  | Giovanna Amati       | Brabham BT60B    | Judd GV 3.5 V10             | G      |
| Footwork Mugen Honda           | 09  | Michele Alboreto     | Footwork FA13    | Mugen-Honda MF-351H 3.5 V10 | G      |
| Footwork Mugen Honda           | 10  | Aguri Suzuki         | Footwork FA13    | Mugen-Honda MF-351H 3.5 V10 | G      |
| Team Lotus                     | 11  | Mika Häkkinen        | Lotus 102D       | Ford Cosworth HB 3.5 V8     | G      |
| Team Lotus                     | 12  | Johnny Herbert       | Lotus 102D       | Ford Cosworth HB 3.5 V8     | G      |
| Fondmetal                      | 14  | Andrea Chiesa        | Fondmetal GR01   | Ford Cosworth HB 3.5 V8     | G      |
| Fondmetal                      | 15  | Gabriele Tarquini    | Fondmetal GR01   | Ford Cosworth HB 3.5 V8     | G      |
| March F1                       | 16  | Karl Wendlinger      | March CG911      | Ilmor 2175A 3.5 V10         | G      |
| March F1                       | 17  | Paul Belmondo        | March CG911      | Ilmor 2175A 3.5 V10         | G      |
| Camel Benetton Ford            | 19  | Michael Schumacher   | Benetton B191B   | Ford Cosworth HB 3.5 V8     | G      |
| Camel Benetton Ford            | 20  | Martin Brundle       | Benetton B191B   | Ford Cosworth HB 3.5 V8     | G      |
| BMS Scuderia Italia            | 21  | JJ Lehto             | Dallara 192      | Ferrari 037 3.5 V12         | G      |
| BMS Scuderia Italia            | 22  | Pierluigi Martini    | Dallara 192      | Ferrari 037 3.5 V12         | G      |
| Minardi Team                   | 23  | Christian Fittipaldi | Minardi M191B    | Lamborghini 3512 3.5 V12    | G      |
| Minardi Team                   | 24  | Gianni Morbidelli    | Minardi M191B    | Lamborghini 3512 3.5 V12    | G      |
| Ligier Gitanes Blondes         | 25  | Thierry Boutsen      | Ligier JS37      | Renault RS3C 3.5 V10        | G      |
| Ligier Gitanes Blondes         | 26  | Érik Comas           | Ligier JS37      | Renault RS3C 3.5 V10        | G      |
| Scuderia Ferrari               | 27  | Jean Alesi           | Ferrari F92A     | Ferrari 040 3.5 V12         | G      |
| Scuderia Ferrari               | 28  | Ivan Capelli         | Ferrari F92A     | Ferrari 040 3.5 V12         | G      |
| Central Park Venturi Larrousse | 29  | Bertrand Gachot      | Venturi LC92     | Lamborghini 3512 3.5 V12    | G      |
| Central Park Venturi Larrousse | 30  | Ukyō Katayama        | Venturi LC92     | Lamborghini 3512 3.5 V12    | G      |
| Sasol Jordan Yamaha            | 32  | Stefano Modena       | Jordan 192       | Yamaha OX99 3.5 V12         | G      |
| Sasol Jordan Yamaha            | 33  | Maurício Gugelmin    | Jordan 192       | Yamaha OX99 3.5 V12         | G      |
| Andrea Moda Formula            | 34  | Roberto Moreno       | Andrea Moda S921 | Judd GV 3.5 V10             | G      |

## Klassifikationen

### Qualifying
| Pos. | Fahrer               | Konstrukteur         | Vorqualifikation | Vorqualifikation  | 1. Qualifikationstraining | 1. Qualifikationstraining | 2. Qualifikationstraining | 2. Qualifikationstraining | Start |
| Pos. | Fahrer               | Konstrukteur         | Zeit             | Ø-Geschwindigkeit | Zeit                      | Ø-Geschwindigkeit         | Zeit                      | Ø-Geschwindigkeit         | Start |
| ---- | -------------------- | -------------------- | ---------------- | ----------------- | ------------------------- | ------------------------- | ------------------------- | ------------------------- | ----- |
| 01   | Nigel Mansell        | Williams-Renault     | –                | –                 | 1:15,703                  | 205,672 km/h              | 1:16,091                  | 204,623 km/h              | 01    |
| 02   | Riccardo Patrese     | Williams-Renault     | –                | –                 | 1:17,591                  | 200,668 km/h              | 1:16,894                  | 202,487 km/h              | 02    |
| 03   | Ayrton Senna         | McLaren-Honda        | –                | –                 | 1:19,358                  | 196,200 km/h              | 1:17,902                  | 199,866 km/h              | 03    |
| 04   | Gerhard Berger       | McLaren-Honda        | –                | –                 | 1:19,277                  | 196,400 km/h              | 1:18,416                  | 198,556 km/h              | 04    |
| 05   | Michael Schumacher   | Benetton-Ford        | –                | –                 | 1:18,541                  | 198,240 km/h              | 1:18,582                  | 198,137 km/h              | 05    |
| 06   | Jean Alesi           | Ferrari              | –                | –                 | 1:19,340                  | 196,244 km/h              | 1:18,647                  | 197,973 km/h              | 06    |
| 07   | Martin Brundle       | Benetton-Ford        | –                | –                 | 1:19,488                  | 195,879 km/h              | 1:18,711                  | 197,812 km/h              | 07    |
| 08   | Pierluigi Martini    | Dallara-Ferrari      | –                | –                 | 1:18,953                  | 197,206 km/h              | 1:20,018                  | 194,581 km/h              | 08    |
| 09   | Karl Wendlinger      | March-Ilmor          | –                | –                 | 1:19,897                  | 194,876 km/h              | 1:19,007                  | 197,071 km/h              | 09    |
| 10   | Thierry Boutsen      | Ligier-Renault       | –                | –                 | 1:20,823                  | 192,643 km/h              | 1:19,038                  | 196,994 km/h              | 10    |
| 11   | Ivan Capelli         | Ferrari              | –                | –                 | 1:19,895                  | 194,881 km/h              | 1:19,300                  | 196,343 km/h              | 11    |
| 12   | Stefano Modena       | Jordan-Yamaha        | –                | –                 | 1:19,344                  | 196,234 km/h              | 1:19,314                  | 196,308 km/h              | 12    |
| 13   | Andrea de Cesaris    | Tyrrell-Ilmor        | –                | –                 | 1:19,343                  | 196,237 km/h              | 1:19,497                  | 195,856 km/h              | 13    |
| 14   | Michele Alboreto     | Footwork-Mugen-Honda | 1:22,346         | 189,080 km/h      | 1:19,533                  | 195,768 km/h              | 1:20,159                  | 194,239 km/h              | 14    |
| 15   | Érik Comas           | Ligier-Renault       | –                | –                 | 1:19,541                  | 195,748 km/h              | 1:19,537                  | 195,758 km/h              | 15    |
| 16   | JJ Lehto             | Dallara-Ferrari      | –                | –                 | 1:20,502                  | 193,411 km/h              | 1:19,834                  | 195,030 km/h              | 16    |
| 17   | Olivier Grouillard   | Tyrrell-Ilmor        | –                | –                 | 1:21,930                  | 190,040 km/h              | 1:19,849                  | 194,993 km/h              | 17    |
| 18   | Bertrand Gachot      | Venturi-Lamborghini  | 1:22,161         | 189,506 km/h      | 1:20,413                  | 193,625 km/h              | 1:19,927                  | 194,803 km/h              | 18    |
| 19   | Gabriele Tarquini    | Fondmetal-Ford       | –                | –                 | 1:20,533                  | 193,337 km/h              | 1:19,993                  | 194,642 km/h              | 19    |
| 20   | Christian Fittipaldi | Minardi-Lamborghini  | –                | –                 | 1:21,019                  | 192,177 km/h              | 1:20,133                  | 194,302 km/h              | 20    |
| 21   | Maurício Gugelmin    | Jordan-Yamaha        | –                | –                 | 1:20,817                  | 192,657 km/h              | 1:20,266                  | 193,980 km/h              | 21    |
| 22   | Aguri Suzuki         | Footwork-Mugen-Honda | –                | –                 | 1:20,891                  | 192,481 km/h              | 1:20,435                  | 193,572 km/h              | 22    |
| 23   | Gianni Morbidelli    | Minardi-Lamborghini  | –                | –                 | 1:20,445                  | 193,548 km/h              | 1:20,862                  | 192,550 km/h              | 23    |
| 24   | Mika Häkkinen        | Lotus-Ford           | –                | –                 | 1:20,577                  | 193,231 km/h              | 1:20,734                  | 192,856 km/h              | 24    |
| 25   | Ukyō Katayama        | Venturi-Lamborghini  | 1:23,272         | 186,978 km/h      | 1:21,568                  | 190,884 km/h              | 1:20,648                  | 193,061 km/h              | 25    |
| 26   | Johnny Herbert       | Lotus-Ford           | –                | –                 | 1:21,161                  | 191,841 km/h              | 1:20,650                  | 193,056 km/h              | 26    |
| DNQ  | Andrea Chiesa        | Fondmetal-Ford       | 1:22,860         | 187,907 km/h      | –                         | –                         | 1:20,809                  | 192,677 km/h              | –     |
| DNQ  | Paul Belmondo        | March-Ilmor          | –                | –                 | 1:20,886                  | 192,493 km/h              | 1:22,875                  | 187,873 km/h              | –     |
| DNQ  | Eric van de Poele    | Brabham-Judd         | –                | –                 | 1:22,742                  | 188,175 km/h              | 1:21,770                  | 190,412 km/h              | –     |
| DNQ  | Giovanna Amati       | Brabham-Judd         | –                | –                 | 1:30,420                  | 172,196 km/h              | 1:26,645                  | 179,699 km/h              | –     |
| DNPQ | Roberto Moreno       | Andrea Moda-Judd     | 1:38,569         | 157,960 km/h      | –                         | –                         | –                         | –                         | –     |

### Rennen
| Pos. | Fahrer               | Konstrukteur         | Runden | Stopps | Zeit        | Start | Schnellste Runde |
| ---- | -------------------- | -------------------- | ------ | ------ | ----------- | ----- | ---------------- |
| 01   | Nigel Mansell        | Williams-Renault     | 71     | 1      | 1:36:51,856 | 01    | 1:19,682         |
| 02   | Riccardo Patrese     | Williams-Renault     | 71     | 1      | + 29,330    | 02    | 1:19,490         |
| 03   | Michael Schumacher   | Benetton-Ford        | 70     | 1      | + 1 Runde   | 05    | 1:21,625         |
| 04   | Jean Alesi           | Ferrari              | 70     | 1      | + 1 Runde   | 06    | 1:22,048         |
| 05   | Ivan Capelli         | Ferrari              | 70     | 1      | + 1 Runde   | 11    | 1:22,116         |
| 06   | Michele Alboreto     | Footwork-Mugen-Honda | 70     | 0      | + 1 Runde   | 14    | 1:22,217         |
| 07   | Gianni Morbidelli    | Minardi-Lamborghini  | 69     | 0      | + 2 Runden  | 23    | 1:22,160         |
| 08   | JJ Lehto             | Dallara-Ferrari      | 69     | 0      | + 2 Runden  | 16    | 1:22,445         |
| 09   | Ukyō Katayama        | Venturi-Lamborghini  | 68     | 0      | + 3 Runden  | 25    | 1:22,712         |
| 10   | Mika Häkkinen        | Lotus-Ford           | 67     | 0      | + 4 Runden  | 24    | 1:22,593         |
| –    | Gabriele Tarquini    | Fondmetal-Ford       | 62     | 0      | DNF         | 19    | 1:21,028         |
| –    | Karl Wendlinger      | March-Ilmor          | 55     | 1      | DNF         | 09    | 1:21,851         |
| –    | Christian Fittipaldi | Minardi-Lamborghini  | 54     | 0      | DNF         | 20    | 1:22,597         |
| –    | Olivier Grouillard   | Tyrrell-Ilmor        | 52     | 0      | DNF         | 17    | 1:22,091         |
| –    | Érik Comas           | Ligier-Renault       | 42     | 0      | DNF         | 15    | 1:22,129         |
| –    | Johnny Herbert       | Lotus-Ford           | 36     | 0      | DNF         | 26    | 1:22,771         |
| –    | Thierry Boutsen      | Ligier-Renault       | 36     | 0      | DNF         | 10    | 1:22,180         |
| –    | Maurício Gugelmin    | Jordan-Yamaha        | 36     | 0      | DNF         | 21    | 1:22,722         |
| –    | Martin Brundle       | Benetton-Ford        | 30     | 1      | DNF         | 07    | 1:22,019         |
| –    | Pierluigi Martini    | Dallara-Ferrari      | 24     | 0      | DNF         | 08    | 1:23,047         |
| –    | Bertrand Gachot      | Venturi-Lamborghini  | 23     | 0      | DNF         | 18    | 1:23,524         |
| –    | Andrea de Cesaris    | Tyrrell-Ilmor        | 21     | 0      | DNF         | 13    | 1:23,241         |
| –    | Ayrton Senna         | McLaren-Honda        | 17     | 0      | DNF         | 03    | 1:23,101         |
| –    | Gerhard Berger       | McLaren-Honda        | 4      | 0      | DNF         | 04    | 1:23,601         |
| –    | Aguri Suzuki         | Footwork-Mugen-Honda | 2      | 0      | DNF         | 22    | 1:39,300         |
| –    | Stefano Modena       | Jordan-Yamaha        | 0      | 0      | DNF         | 12    | 2:08,611         |

## WM-Stände nach dem Rennen
Die ersten sechs des Rennens bekamen 10, 6, 4, 3, 2 bzw. 1 Punkt(e).

### Fahrerwertung
| Pos. | Fahrer             | Konstrukteur         | Punkte |
| ---- | ------------------ | -------------------- | ------ |
| 01   | Nigel Mansell      | Williams-Renault     | 30     |
| 02   | Riccardo Patrese   | Williams-Renault     | 18     |
| 03   | Michael Schumacher | Benetton-Ford        | 11     |
| 04   | Gerhard Berger     | McLaren-Honda        | 5      |
| 05   | Ayrton Senna       | McLaren-Honda        | 4      |
| 06   | Jean Alesi         | Ferrari              | 3      |
| 07   | Andrea de Cesaris  | Tyrrell-Ilmor        | 2      |
| 08   | Ivan Capelli       | Ferrari              | 2      |
| 09   | Johnny Herbert     | Lotus-Ford           | 1      |
| 10   | Mika Häkkinen      | Lotus-Ford           | 1      |
| 11   | Michele Alboreto   | Footwork-Mugen-Honda | 1      |
| 12   | Érik Comas         | Ligier-Renault       | 0      |
| 13   | Gianni Morbidelli  | Minardi-Lamborghini  | 0      |
| 14   | JJ Lehto           | Dallara-Ferrari      | 0      |

| Pos. | Fahrer               | Konstrukteur         | Punkte |
| ---- | -------------------- | -------------------- | ------ |
| 15   | Aguri Suzuki         | Footwork-Mugen-Honda | 0      |
| 16   | Ukyō Katayama        | Venturi-Lamborghini  | 0      |
| 17   | Thierry Boutsen      | Ligier-Renault       | 0      |
| 18   | Maurício Gugelmin    | Jordan-Yamaha        | 0      |
| 19   | Bertrand Gachot      | Venturi-Lamborghini  | 0      |
| 20   | Eric van de Poele    | Brabham-Judd         | 0      |
| –    | Olivier Grouillard   | Tyrrell-Ilmor        | 0      |
| –    | Pierluigi Martini    | Dallara-Ferrari      | 0      |
| –    | Christian Fittipaldi | Minardi-Lamborghini  | 0      |
| –    | Gabriele Tarquini    | Fondmetal-Ford       | 0      |
| –    | Karl Wendlinger      | March-Ilmor          | 0      |
| –    | Martin Brundle       | Benetton-Ford        | 0      |
| –    | Stefano Modena       | Jordan-Yamaha        | 0      |
| –    | Andrea Chiesa        | Fondmetal-Ford       | 0      |

### Konstrukteurswertung
| Pos. | Konstrukteur         | Punkte |
| ---- | -------------------- | ------ |
| 01   | Williams-Renault     | 48     |
| 02   | Benetton-Ford        | 11     |
| 03   | McLaren-Honda        | 9      |
| 04   | Ferrari              | 5      |
| 05   | Tyrrell-Ilmor        | 2      |
| 06   | Lotus-Ford           | 2      |
| 07   | Footwork-Mugen-Honda | 1      |
| 08   | Ligier-Renault       | 0      |

| Pos. | Konstrukteur        | Punkte |
| ---- | ------------------- | ------ |
| 09   | Minardi-Lamborghini | 0      |
| 10   | Dallara-Ferrari     | 0      |
| 11   | Venturi-Lamborghini | 0      |
| 12   | Jordan-Yamaha       | 0      |
| 13   | Brabham-Judd        | 0      |
| –    | Fondmetal-Ford      | 0      |
| –    | March-Ilmor         | 0      |